# 2000-es Giro d’Italia
A 2000-es Giro d’Italia volt a 83. olasz kerékpáros körverseny. Május 13-án kezdődött és június 4-én ért véget. Végső győztes az olasz Stefano Garzelli lett.

## Végeredmény
|    | Versenyző            | Csapat                          | Idő            |
| -- | -------------------- | ------------------------------- | -------------- |
| 1  | Stefano Garzelli     | Mercatone Uno-Albacom           | 98 óra 30' 14" |
| 2  | Francesco Casagrande | Vini Caldirola-Sidermec         | 1' 27"         |
| 3  | Gilberto Simoni      | Lampre-Daikin                   | 1' 33"         |
| 4  | Andrea Noè           | Mapei-Quick Step                | 4' 58"         |
| 5  | Pavel Tonkov         | Mapei-Quick Step                | 5' 28"         |
| 6  | Hernan Buenahora     | Aguardiente Nectar-Sella Italia | 5' 48"         |
| 7  | Wladimir Belli       | Fassa Bortolo                   | 7' 38"         |
| 8  | José-Luis Rubiera    | Kelme-Costa Blanca              | 8' 08"         |
| 9  | Serhiy Honchar       | Liquigas-Pata                   | 8' 14"         |
| 10 | Leonardo Piepoli     | Banesto                         | 8' 32"         |